# Raúl Casás
Raúl Casás Vázquez (Canelones, 29 de abril de 1965) es un docente y político uruguayo, diputado desde 2005. Fue candidato a Diputado por el Partido Nacional en las elecciones uruguayas de 2004. 

## Biografía
Hijo de Raúl Casás Luis y de Olivia Vázquez López. Nació en 1965 en el departamento de Montevideo donde pasó su infancia y realizó sus estudios primarios y los primeros años de sus estudios secundarios, culminando los mismos en Pando, Canelones. Estudió Medicina en la Universidad de la República y Profesorado de Biología en el Instituto de Profesores Artigas. 
Docente en ejercicio en forma continua desde 1993. 
En el año 2005 fundó el Liceo "Crecemos", siendo su Director hasta diciembre de 2007, fecha en que presenta renuncia al cargo.
En el año 2008 recibió el premio "Sauce Solo" en reconocimiento a su labor como docente.
En el año 2010 funda la Organización No Gubernamental "Equilibrio", especializada en Medio Ambiente y Desarrollo Local, y es nombrado por la Asamblea constitutiva como Presidente.
Está divorciado de la Profesora Mónica González Pérez y tiene dos hijos: Ignacio y Santiago.

## Carrera política
En 1986 es electo Congresal del Movimiento Por la Patria del Partido Nacional. Desde 1988 hasta 1990 fue Secretario Estudiantil de la Secretaría de Asuntos Sociales del Partido Nacional. 
En 1989 es electo Consejero de la Facultad de Medicina por el Orden Estudiantil. 
En 1992 fue designado Director de la Oficina Municipal de la Juventud de Canelones para completar el período 1990-1995. 
A partir de 2005 ocupa una banca en el Parlamento por el sector Alianza Nacional e integra la Mesa Departamental de Canelones del Partido Nacional. Presenta varios proyectos de ley, abarcando temas tales como Seguridad, Canasta Familiar, y normas relativas al uso de correo electrónico, entre otros.